# Ostowo
Ostowo (kaszb. Òstowò) – część wsi Brodnica Dolna w Polsce, położona w województwie pomorskim, w powiecie kartuskim, w gminie Kartuzy. Wchodzi w skład sołectwa Brodnica Dolna.
W latach 1975–1998 Ostowo administracyjnie należało do województwa gdańskiego.